# Białoruska Ludowa Hramada
Białoruska Ludowa Hramada (biał. Беларуская Народная Грамада), zwana też Hramadą – białoruskie konspiracyjne ugrupowanie polityczne na okupowanej Białorusi podczas II wojny światowej
Jesienią 1941 r. z inicjatywy komendanta Białoruskiej Policji Pomocniczej okręgu mińskiego Juliana Sakowicza odbyła się nielegalna konferencja części przedwojennych działaczy Białoruskiej Włościańsko-Robotniczej Hromady. Wykorzystano do tego kurs instruktażowy terenowych kierowników Białoruskiej Samopomocy Ludowej. Na zjeździe uczestniczyło 9 działaczy (m.in. Siargiej Chmara, Wasil Łukaszyk, Iwan Hiełda, Wasil Wir, Jurka Stasiewicz); zdecydowali oni utworzyć silnie zakonspirowaną Białoruską Ludową Hromadę.
Ugrupowanie działało na całej zachodniej Białorusi, Białostocczyźnie i Wileńszczyźnie, silniejsze ośrodki znajdowały się w Mińsku, Pińsku, Brześciu, Białymstoku i Wilnie. Jego członkowie byli zorganizowani w trójki. Większość z nich pracowała w niemieckiej administracji okupacyjnej. W 1942 r. Białoruska Ludowa Hromada objęła polityczne zwierchnictwo nad niepodległościową Białoruską Partyzantką Ludową działającą na Polesiu. Jednak po pewnym czasie utraciła je. Przeciwko konspiracyjnej działalności Hramady działali zarówno Niemcy, jak też Sowieci, ale nie udało im się przeniknąć do kierownictwa partii. Pod koniec czerwca działacze ugrupowania uczestniczyli w obradach II kongresu wszechbiałoruskiego w Mińsku.
W sytuacji zagrożenia przez nacierającą Armię Czerwoną w kierownictwie doszło do różnicy poglądów na przyszłość partii. Część chciała pozostać na Białorusi, licząc na złagodzenie po wojnie kursu sowieckiego, część postanowiła ewakuować się do Niemiec. W Berlinie znaleźli się m.in. S. Chmara, W. Wir, J. Stasiewicz. Pod koniec 1944 r. utworzyli oni organizację pod nazwą "Двупагоня" jako kontynuację Białoruskiej Ludowej Hromady. Zakończyła ona działalność pod koniec wojny.